# Roberto Miranda
Roberto Lopes de Miranda (São Gonçalo, 1944. július 31. –) világbajnok brazil válogatott labdarúgó.
A brazil válogatott tagjaként részt vett az 1964. évi nyári olimpiai játékokon és az 1970-es világbajnokságon.

## Pályafutása

### A válogatottban
1968 és 1972 között 13 alkalommal szerepelt a brazil válogatottban és 6 gólt szerzett. Tagja volt az 1970-es világbajnok csapatnak.

## Sikerei, díjai
Botafogo
- Carioca bajnok (3): 1962, 1967, 1968
- Torneio Rio-São Paulo (3): 1962, 1964, 1966
- Torneio Início do Rio de Janeiro  (3): 1962, 1963, 1967
- Taça Guanabara (2): 1967, 1968
- Taça Brasil (1): 1968

Flamengo
- Carioca bajnok (1): 1972
- Taça Guanabara (1): 1972

Brazília
- Világbajnok (1): 1970

Egyéni
- A Carioca bajnokság gólkirálya (1): 1968